# Чињенице везане за покојног Артура Џермина и његову породицу
„Чињенице везане за покојног Артура Џермина и његову породицу” (енгл. Facts Concerning the Late Arthur Jermyn and His Family), или „Бели мајмун” (енгл. The White Ape), приповетка је америчког писца Хауарда Филипса Лавкрафта, написана 1920. године. Прича се бави темама окаљаног порекла, знања за које би било најбоље да остане неоткривено, и реалности коју људско разумевање сматра неподношљивом.

## Радња
Прича почиње описом предака сер Артура Џермина, британског племића. Његов пра-пра-прадеда био је сер Вејд Џермин, рани истраживач региона Конго чије су књиге о мистериозној белој цивилизацији тамо биле исмејане. Он је био затворен у психијатријску болницу 1765. године. Прича даље описује како чланови породице Џермин имају необичан физички изглед који је почео да долази до изражаја код деце Вејда Џермина и његове мистериозне и повучене жене, за коју је Вејд тврдио да је Португалка.
Вејдов син, Филип Џермин, био је морнар који се придружио морнарици након што је добио сина, и који је нестао са свог брода једне ноћи док се налазио код обале Конга. Филипов син, Роберт Џермин, био је научник који је ишао у две експедиције у унутрашњост Африке. Оженио се ћерком (измишљеног) 7. виконта Брајтхолма и имао је троје деце, од којих је двоје патило од тешких инвалидитета, али је средње, Невил Џермин, добио сина Алфреда, који је био Артуров отац. Године 1852. Роберт се састао са истраживачем Семјуелом Ситоном, који је описао „сиви град белих мајмуна којим влада бели бог”. Роберт је убио истраживача након што је ово чуо, као и сво троје своје деце. Невил је успео да спасе свог сина Алфреда пре своје смрти. Роберт је смештен у психијатријску болницу и после две године тамо је умро.
Алфред је одрастао и наследио титулу свог деде, али је напустио жену и дете да би се придружио циркусу, где је постао фасциниран горилом „длаке светлије од просечне”. Постао је њен тренер, али је убијен у Чикагу након инцидента у којем га је горила напала и он је узвратио. Артур је наследио породичну имовину и преселио се у кућу Џерминових са својом мајком.
Артур је описан као врло необичног изгледа, наводно најчуднијег у линији која је потицала од Вејда. Артур је постао научник и посетио је Белгијски Конго у истраживачкој експедицији, где је чуо приче о каменом граду белих мајмуна и препарираном телу њихове богиње, које је од тада нестало. Враћајући се на трговачко место, Артур разговара са белгијским званичником који му нуди да пронађе и да му пошаље тело богиње. Артур прихвата његову понуду и враћа се у Енглеску. После периода од неколико месеци, тело стиже у његову кућу. Артур почиње испитивање мумије, након чега побегне из своје собе вриштећи, а касније извршава самоубиство поливши се бензином и запаливши се.
Затим се описује садржај ковчега препариране богиње мајмуна — она има златни медаљон око врата са грбом Џерминових на њему и упадљиво подсећа на Артура Џермина. Постаје јасно је да је Вејдова наводно португалска жена заправо била богиња мајмуна, а сви његови потомци били су производ њиховог содомског односа. Због тога Артурови остаци нису ни сакупљени нити сахрањени. Мумију уклања и спаљује Краљевски антрополошки институт.

## Инспирација
Оба Лавкрафтова родитеља умрла су у психијатријској болници, а неки писци су видели забринутост због наслеђивања склоности ка физичкој и менталној дегенерацији која се огледа у заплету његових прича, посебно његове новеле Сенка над Инсмутом, која дели неке теме са овом приповетком. Као и у многим његовим причама, ум лика се погоршава како његова истраживања откривају неподношљиву стварност, централно начело космицизма које Лавкрафт излаже у уводној реченици „Зова Ктулуа”: „Најмилосрднија ствар на свету, рекао бих, неспособност је људског ума да узајамно повеже сав свој садржај.” У једном писму, Лавкрафт је описао позадину ове приповетке:
Неко ме је малтретирао да прочитам нека дела иконокластичких модерниста — ових младих момака који завирују иза спољашњости и откривају гадне скривене мотиве и тајне стигме — а ја сам скоро заспао због питомих трачева Андерсоновог Вајнберга, Охајо. Свети Шервуд је, као што знате, оголио мрачно подручје које скривају многи белачки сеоски животи, и пало ми је на памет да бих, у свом чуднијем медију, вероватно могао да смислим неку тајну иза човековог порекла која би учинила да оно најгоре из Андерсонових открића звучи као годишњи извештај хришћанске школе. Отуда Артур Џермин.

### Историја објављивања и могући утицаји
Прича је први пут објављена у часопису The Wolverine у марту и јуну 1921. године. Прича је преименована у „Бели мајмун” када се појавила у часопису Weird Tales 1924. године; Лавкрафт је са неодобравањем прокоментарисао: „Да сам икада насловио причу 'Бели мајмун', у њој не би било мајмуна.” Накнадне публикације су је називале „Артур Џермин” све до исправљеног објављивања у издању Dagon and Other Macabre Tales 1986. године.
Критичар Вилијам Фулвилер сугерише да је заплет „Артура Џермина” можда инспирисан романима Едгара Рајса Бароуза Повратак Тарзана (1913) и Тарзан и драгуљи Опара (1916), у којима је изгубљени град Опар „ насељен хибридном расом која је настала као резултат парења људи са мајмунима.” Е. Ф. Блајлер је такође прокоментарисао да прича „несумњиво много дугује Опару Едгара Рајса Бароуза и његовом серијалу о Тарзану”.